# Germiston Golf Club
De Germiston Golf Club is een golfclub in Germiston, Zuid-Afrika, die opgericht werd in 1897.
Het is een 18 holesbaan waar de lengte van het golfbaan 6550 m is voor de heren met een par van 72. Voor de dames is het golfbaan 5253 m lang en de par is 73.

## Golftoernooien
- Zuid-Afrikaans PGA Kampioenschap: 1966, 1967, 1969-1971
- South African Women's Open (1988-1991)